# Süddeutsche Fußballmeisterschaft 1922/23
Die süddeutsche Fußballmeisterschaft 1922/23 des Süddeutschen Fußball-Verbandes gewann die SpVgg Fürth. Dies war der zweite Gewinn der süddeutschen Fußballmeisterschaft für die Fürther, die sich dadurch für die deutsche Fußballmeisterschaft 1922/23 qualifizierten. Bei dieser erreichte Fürth das Halbfinale, in dem sich der Verein dem SC Union Oberschöneweide mit 1:2 geschlagen geben musste.

## Modus und Übersicht
Jeder der zehn Kreise des Süddeutschen Fußball-Verbandes besaß nun wieder eine eingleisige oberste Liga mit acht Mannschaften. Die Bezirksmeister wurden jeweils durch ein Finale zwischen den beiden Kreismeistern eines Bezirkes mit Hin- und Rückspiel (sowie gegebenenfalls einem Entscheidungsspiel) ermittelt. Die fünf Meister qualifizierten sich für die süddeutsche Endrunde, die in einer einfachen Ligarunde ausgetragen wurde.
Zur Spielzeit 1923/24 wurden die obersten Spielklassen in Süddeutschland grundlegend reformiert, auf oberster Ebene traten nun fünf eingleisige Bezirksligen an Stelle der zehn Kreisligen. Da auch die neuen Spielklassen mit acht Mannschaften besetzt wurden, mussten in dieser Spielzeit die Hälfte aller bisherigen „Erstligisten“ absteigen.
| Bezirk            | Kreis       | Kreismeister         |
| ----------------- | ----------- | -------------------- |
| Main              | Nordmain    | FSV Frankfurt        |
| Main              | Südmain     | Kickers Offenbach    |
| Rhein             | Odenwald    | Phönix Mannheim      |
| Rhein             | Pfalz       | Phönix Ludwigshafen  |
| Rheinhessen/Saar  | Rheinhessen | SV Wiesbaden         |
| Rheinhessen/Saar  | Saar        | Borussia Neunkirchen |
| Württemberg/Baden | Württemberg | Stuttgarter Kickers  |
| Württemberg/Baden | Baden       | 1. FC Pforzheim      |
| Bayern            | Nordbayern  | SpVgg Fürth          |
| Bayern            | Südbayern   | FA Bayern München    |

## Bezirk Main

### Kreisliga Nordmain
| Pl. | Verein                         | Sp. | S | U | N | Tore    | Quote | Punkte |
| --- | ------------------------------ | --- | - | - | - | ------- | ----- | ------ |
| 1.  | FSV Frankfurt                  | 14  | 9 | 3 | 2 | 028:120 | 2,33  | 21:70  |
| 2.  | FC Helvetia Bochenheim         | 14  | 7 | 5 | 2 | 018:150 | 1,20  | 19:90  |
| 3.  | Eintracht Frankfurt            | 14  | 8 | 1 | 5 | 029:230 | 1,26  | 17:11  |
| 4.  | 1. Hanauer FC 93               | 14  | 6 | 2 | 6 | 020:200 | 1,00  | 14:14  |
| 5.  | VfR 1901 Frankfurt             | 14  | 5 | 3 | 6 | 021:220 | 0,95  | 13:15  |
| 6.  | FC Germania Frankfurt (M)      | 14  | 5 | 0 | 9 | 024:310 | 0,77  | 10:18  |
| 7.  | Frankfurter FV Sportfreunde 04 | 14  | 3 | 4 | 7 | 016:210 | 0,76  | 10:18  |
| 8.  | FC Viktoria Hanau              | 14  | 3 | 2 | 9 | 021:330 | 0,64  | 08:20  |

| (M) | Titelverteidiger Nordmain |

### Kreisliga Südmain
| Pl. | Verein                    | Sp. | S  | U | N  | Tore    | Quote | Punkte |
| --- | ------------------------- | --- | -- | - | -- | ------- | ----- | ------ |
| 1.  | Kickers Offenbach         | 14  | 10 | 3 | 1  | 031:900 | 3,44  | 23:50  |
| 2.  | SC 07 Bürgel              | 14  | 10 | 1 | 3  | 030:140 | 2,14  | 21:70  |
| 3.  | Viktoria Aschaffenburg    | 14  | 8  | 2 | 4  | 027:170 | 1,59  | 18:10  |
| 4.  | SpVgg Offenbach           | 14  | 7  | 2 | 5  | 035:270 | 1,30  | 16:12  |
| 5.  | Union Niederrad           | 14  | 6  | 1 | 7  | 021:270 | 0,78  | 13:15  |
| 6.  | VfL Neu-Isenburg (M)      | 14  | 6  | 0 | 8  | 025:230 | 1,09  | 12:16  |
| 7.  | FV 1906 Sprendlingen      | 14  | 2  | 2 | 10 | 017:320 | 0,53  | 06:22  |
| 8.  | Kickers Viktoria Mühlheim | 14  | 1  | 1 | 12 | 007:440 | 0,16  | 03:25  |

| (M) | Titelverteidiger Südmain |

### Bezirksfinale Main
Das Hinspiel des Bezirksfinales fand am 28. Januar 1923, das Rückspiel 4. Februar 1923 statt. Da beide Vereine jeweils ein Spiel gewannen und eine Addition der Ergebnisse nicht vorgesehen war, kam es am 11. Februar 1923 zu einem Entscheidungsspiel.
|                                       | Gesamt |                                          | Hinspiel | Rückspiel | 3. Spiel |
| ------------------------------------- | ------ | ---------------------------------------- | -------- | --------- | -------- |
| FSV Frankfurt (Kreismeister Nordmain) | 9:4    | Kickers Offenbach (Kreismeister Südmain) | 0:1      | 7:2       | 2:1      |

## Bezirk Rhein

### Kreisliga Odenwald
| Pl. | Verein              | Sp. | S | U | N  | Tore    | Quote | Punkte |
| --- | ------------------- | --- | - | - | -- | ------- | ----- | ------ |
| 1.  | Phönix Mannheim     | 14  | 9 | 2 | 3  | 030:150 | 2,00  | 20:80  |
| 2.  | SV Waldhof Mannheim | 14  | 9 | 2 | 3  | 026:150 | 1,73  | 20:80  |
| 3.  | VfR Mannheim (M)    | 14  | 9 | 1 | 4  | 030:170 | 1,76  | 19:90  |
| 4.  | VfTuR Feudenheim    | 14  | 7 | 3 | 4  | 022:250 | 0,88  | 17:11  |
| 5.  | VfL Neckarau        | 14  | 6 | 2 | 6  | 017:160 | 1,06  | 14:14  |
| 6.  | MFC 08 Lindenhof    | 14  | 3 | 5 | 6  | 016:180 | 0,89  | 11:17  |
| 7.  | SpVgg 07 Mannheim   | 14  | 3 | 1 | 10 | 017:300 | 0,57  | 07:21  |
| 8.  | SV Darmstadt 98     | 14  | 0 | 4 | 10 | 010:320 | 0,31  | 04:24  |

| (M) | Titelverteidiger Odenwald |

Entscheidungsspiele Platz 1:
|                 | Ergebnis  |                  |
| --------------- | --------- | ---------------- |
| Phönix Mannheim | 0:0 n. V. | Waldhof Mannheim |

|                 | Ergebnis |                  |
| --------------- | -------- | ---------------- |
| Phönix Mannheim | 1:0      | Waldhof Mannheim |

### Kreisliga Pfalz
| Pl. | Verein                     | Sp. | S  | U | N  | Tore    | Quote | Punkte |
| --- | -------------------------- | --- | -- | - | -- | ------- | ----- | ------ |
| 1.  | FC Phönix Ludwigshafen (M) | 14  | 11 | 1 | 2  | 040:700 | 5,71  | 23:50  |
| 2.  | FC Pfalz Ludwigshafen      | 14  | 9  | 3 | 2  | 026:150 | 1,73  | 21:70  |
| 3.  | Ludwigshafener FG 03       | 14  | 9  | 2 | 3  | 030:160 | 1,88  | 20:80  |
| 4.  | FK Pirmasens               | 14  | 7  | 3 | 4  | 035:260 | 1,35  | 17:11  |
| 5.  | FV 1900 Kaiserslautern     | 14  | 5  | 0 | 9  | 017:290 | 0,59  | 10:18  |
| 6.  | FV Frankenthal             | 14  | 4  | 1 | 9  | 017:280 | 0,61  | 09:19  |
| 7.  | VfR Kaiserslautern         | 14  | 2  | 3 | 9  | 017:360 | 0,47  | 07:21  |
| 8.  | VB Zweibrücken             | 14  | 2  | 1 | 11 | 013:380 | 0,34  | 05:23  |

| (M) | Titelverteidiger Pfalz |

### Bezirksfinale Rhein
Das Hinspiel des Bezirksfinales fand am 4. Februar 1923, das Rückspiel am 11. Februar 1923 statt.
|                                             | Gesamt |                                         | Hinspiel | Rückspiel |
| ------------------------------------------- | ------ | --------------------------------------- | -------- | --------- |
| FC Phönix Ludwigshafen (Kreismeister Pfalz) | 7:2    | Phönix Mannheim (Kreismeister Odenwald) | 4:1      | 3:1       |

## Bezirk Rheinhessen/Saar

### Kreisliga Rheinhessen
| Pl. | Verein               | Sp. | S  | U | N | Tore    | Quote | Punkte |
| --- | -------------------- | --- | -- | - | - | ------- | ----- | ------ |
| 1.  | SV Wiesbaden (M)     | 14  | 10 | 2 | 2 | 030:130 | 2,31  | 22:60  |
| 2.  | TSG 1847 Hoechst     | 14  | 6  | 6 | 2 | 017:110 | 1,55  | 18:10  |
| 3.  | Alemannia Worms      | 14  | 7  | 2 | 5 | 016:170 | 0,94  | 16:12  |
| 4.  | FV Biebrich 02       | 14  | 6  | 3 | 5 | 019:200 | 0,95  | 15:13  |
| 5.  | FVgg. Kastel 06      | 14  | 6  | 1 | 7 | 031:290 | 1,07  | 13:15  |
| 6.  | 1. FSV Mainz 05      | 14  | 4  | 4 | 6 | 016:160 | 1,00  | 12:16  |
| 7.  | Germania Wiesbaden   | 14  | 3  | 5 | 6 | 010:170 | 0,59  | 11:17  |
| 8.  | FSV 07 Bad Kreuznach | 14  | 0  | 5 | 9 | 007:230 | 0,30  | 05:23  |

| (M) | Titelverteidiger Rheinhessen |

### Kreisliga Saar
| Pl. | Verein                   | Sp. | S  | U | N  | Tore    | Quote | Punkte |
| --- | ------------------------ | --- | -- | - | -- | ------- | ----- | ------ |
| 1.  | Borussia Neunkirchen (M) | 14  | 12 | 2 | 0  | 035:700 | 5,00  | 26:20  |
| 2.  | FV Saarbrücken           | 14  | 10 | 2 | 2  | 020:110 | 1,82  | 22:60  |
| 3.  | 1. FC Idar               | 14  | 8  | 3 | 3  | 027:200 | 1,35  | 19:90  |
| 4.  | SV 1905 Trier            | 14  | 5  | 3 | 6  | 027:270 | 1,00  | 13:15  |
| 5.  | SC Saar 05 Saarbrücken   | 14  | 3  | 3 | 8  | 025:270 | 0,93  | 09:19  |
| 6.  | SV Völklingen 06         | 14  | 3  | 3 | 8  | 012:260 | 0,46  | 09:19  |
| 7.  | TV 1876 Burbach a        | 14  | 2  | 4 | 8  | 012:190 | 0,63  | 08:20  |
| 8.  | SpVgg Oberstein 08       | 14  | 2  | 2 | 10 | 019:400 | 0,48  | 06:22  |

| (M) | Titelverteidiger Saar |

### Bezirksfinale Rheinhessen/Saar
Das Hinspiel des Bezirksfinales fand am 28. Januar 1923, das Rückspiel 11. Februar 1923 statt. Da beide Partien unentschieden endeten, kam es am 18. Februar 1923 zu einem Entscheidungsspiel.
|                                          | Gesamt |                                         | Hinspiel | Rückspiel | 3. Spiel |
| ---------------------------------------- | ------ | --------------------------------------- | -------- | --------- | -------- |
| Borussia Neunkirchen (Kreismeister Saar) | 5:2    | SV Wiesbaden (Kreismeister Rheinhessen) | 0:0      | 2:2       | 3:0      |

## Bezirk Württemberg/Baden

### Kreisliga Württemberg
| Pl. | Verein                                 | Sp. | S  | U | N  | Tore    | Quote | Punkte |
| --- | -------------------------------------- | --- | -- | - | -- | ------- | ----- | ------ |
| 1.  | Stuttgarter Kickers                    | 14  | 10 | 1 | 3  | 040:130 | 3,08  | 21:70  |
| 2.  | SV 1898 Feuerbach                      | 14  | 8  | 1 | 5  | 022:200 | 1,10  | 17:11  |
| 3.  | VfR Heilbronn                          | 14  | 7  | 2 | 5  | 032:200 | 1,60  | 16:12  |
| 4.  | Stuttgarter SC                         | 14  | 7  | 2 | 5  | 024:210 | 1,14  | 16:12  |
| 5.  | Stuttgarter Turn- und Sportfreunde (M) | 14  | 5  | 5 | 4  | 020:180 | 1,11  | 15:13  |
| 6.  | VfB Stuttgart                          | 14  | 5  | 4 | 5  | 019:170 | 1,12  | 14:14  |
| 7.  | FV Ulm 1894                            | 14  | 3  | 2 | 9  | 019:390 | 0,49  | 08:20  |
| 8.  | SV Eintracht Stuttgart                 | 14  | 2  | 1 | 11 | 015:430 | 0,35  | 05:23  |

| (M) | Titelverteidiger Württemberg |

### Kreisliga Baden
| Pl. | Verein                         | Sp. | S | U | N  | Tore    | Quote | Punkte |
| --- | ------------------------------ | --- | - | - | -- | ------- | ----- | ------ |
| 1.  | 1. FC Pforzheim                | 14  | 8 | 5 | 1  | 038:150 | 2,53  | 21:70  |
| 2.  | FC Mühlburg                    | 14  | 7 | 4 | 3  | 022:140 | 1,57  | 18:10  |
| 3.  | Karlsruher FC Phönix-Alemannia | 14  | 7 | 4 | 3  | 024:210 | 1,14  | 18:10  |
| 4.  | Freiburger FC                  | 14  | 7 | 3 | 4  | 031:150 | 2,07  | 17:11  |
| 5.  | Karlsruher FV (M)              | 14  | 4 | 5 | 5  | 022:230 | 0,96  | 13:15  |
| 6.  | SC Freiburg                    | 14  | 6 | 1 | 7  | 022:290 | 0,76  | 13:15  |
| 7.  | Germania Brötzingen            | 14  | 4 | 1 | 9  | 020:230 | 0,87  | 09:19  |
| 8.  | VfB Karlsruhe                  | 14  | 1 | 1 | 12 | 010:490 | 0,20  | 03:25  |

| (M) | Titelverteidiger Baden |

### Bezirksfinale Württemberg/Baden
Das Hinspiel des Bezirksfinales fand am 4. Februar 1923, das Rückspiel am 11. Februar 1923 statt.
|                                      | Gesamt |                                                | Hinspiel | Rückspiel |
| ------------------------------------ | ------ | ---------------------------------------------- | -------- | --------- |
| 1. FC Pforzheim (Kreismeister Baden) | 4:1    | Stuttgarter Kickers (Kreismeister Württemberg) | 3:0      | 1:1       |

## Bezirk Bayern

### Kreisliga Nordbayern
| Pl. | Verein             | Sp. | S  | U | N  | Tore    | Quote | Punkte |
| --- | ------------------ | --- | -- | - | -- | ------- | ----- | ------ |
| 1.  | SpVgg Fürth (M)    | 14  | 12 | 1 | 1  | 052:100 | 5,20  | 25:30  |
| 2.  | 1. FC Nürnberg     | 14  | 10 | 2 | 2  | 039:120 | 3,25  | 22:60  |
| 3.  | FV 1920 Nürnberg   | 14  | 8  | 1 | 5  | 019:190 | 1,00  | 17:11  |
| 4.  | MTV Fürth          | 14  | 7  | 0 | 7  | 019:250 | 0,76  | 14:14  |
| 5.  | 1. FC 01 Bamberg   | 14  | 3  | 5 | 6  | 017:230 | 0,74  | 11:17  |
| 6.  | TV 1846 Nürnberg   | 14  | 4  | 3 | 7  | 020:340 | 0,59  | 11:17  |
| 7.  | Würzburger Kickers | 14  | 2  | 3 | 9  | 020:400 | 0,50  | 07:21  |
| 8.  | TV Fürth 1860      | 14  | 2  | 1 | 11 | 018:410 | 0,44  | 05:23  |

| Titelverteidiger Nordbayern |

### Kreisliga Südbayern
| Pl. | Verein                    | Sp. | S  | U | N  | Tore    | Quote | Punkte |
| --- | ------------------------- | --- | -- | - | -- | ------- | ----- | ------ |
| 1.  | FA Bayern München         | 14  | 10 | 3 | 1  | 065:180 | 3,61  | 23:50  |
| 2.  | SV 1860 München           | 14  | 9  | 3 | 2  | 040:160 | 2,50  | 21:70  |
| 3.  | FC Wacker München (M)(SM) | 14  | 8  | 2 | 4  | 044:110 | 4,00  | 18:10  |
| 4.  | TV 1847 Augsburg          | 14  | 8  | 2 | 4  | 043:240 | 1,79  | 18:10  |
| 5.  | TB Jahn Regensburg        | 14  | 4  | 2 | 8  | 031:460 | 0,67  | 10:18  |
| 6.  | MTV Ingolstadt            | 14  | 4  | 2 | 8  | 021:370 | 0,57  | 10:18  |
| 7.  | MTV München von 1879      | 14  | 3  | 2 | 9  | 016:520 | 0,31  | 08:20  |
| 8.  | Münchener SpVgg           | 14  | 2  | 0 | 12 | 019:750 | 0,25  | 04:24  |

| (SM) | süddeutscher Titelverteidiger |
| (M)  | Titelverteidiger Südbayern    |

### Bezirksfinale Bayern
Das Hinspiel des Bezirksfinales fand am 28. Januar 1923, das Rückspiel am 4. Februar 1923 statt.
|                                            | Gesamt |                                       | Hinspiel | Rückspiel |
| ------------------------------------------ | ------ | ------------------------------------- | -------- | --------- |
| FA Bayern München (Kreismeister Südbayern) | 1:7    | SpVgg Fürth (Kreismeister Nordbayern) | 1:2      | 0:5       |

## Endrunde um die süddeutsche Meisterschaft
In der Endrunde spielten die Sieger der Bezirks-Endspiele in einer einfachen Runde den Süddeutschen Meister aus. Hier konnte sich die SpVgg. Fürth unangefochten durchsetzen, blieb ohne Gegentor und gab lediglich gegen den 1. FC Pforzheim einen Punkt ab.
| 1923                   | SpVgg Fürth | FC Phönix Ludwigshafen | Borussia Neunkirchen | 1. FC Pforzheim | FSV Frankfurt |
| ---------------------- | ----------- | ---------------------- | -------------------- | --------------- | ------------- |
| SpVgg Fürth            |             | 1:0                    | 8:0                  | 0:0             | 7:0           |
| FC Phönix Ludwigshafen |             |                        | +0:1 b               | 2:3             | 4:1           |
| Borussia Neunkirchen   |             |                        |                      | +2:2 c          | 2:1           |
| 1. FC Pforzheim        |             |                        |                      |                 | 2:3           |
| FSV Frankfurt          |             |                        |                      |                 |               |

| Pl. | Verein                                                | Sp. | S | U | N | Tore    | Quote | Punkte |
| --- | ----------------------------------------------------- | --- | - | - | - | ------- | ----- | ------ |
| 1.  | SpVgg Fürth (Sieger Bezirk Bayern)                    | 4   | 3 | 1 | 0 | 016:000 | ∞     | 07:10  |
| 2.  | FC Phönix Ludwigshafen (Sieger Bezirk Rhein)          | 4   | 2 | 0 | 2 | 006:600 | 1,00  | 04:40  |
| 3.  | Borussia Neunkirchen (Sieger Bezirk Rheinhessen/Saar) | 4   | 2 | 0 | 2 | 005:110 | 0,45  | 04:40  |
| 4.  | 1. FC Pforzheim (Sieger Bezirk Württemberg/Baden)     | 4   | 1 | 1 | 2 | 007:700 | 1,00  | 03:50  |
| 5.  | FSV Frankfurt (Sieger Bezirk Main)                    | 4   | 1 | 0 | 3 | 005:150 | 0,33  | 02:60  |

## Spielberechtigung Willy Ascherl
Beim 0:0 in Pforzheim hatte die SpVgg. Fürth erstmals (wieder) den zurückgekehrten Willy Ascherl eingesetzt. Er blieb auch in den folgenden Spielen im Team. Das war eigentlich statutenwidrig, doch hatte der Spielausschuss-Vorsitzende Julius Keyl die Freigabe erteilt, um, nach eigener Aussage, den Fürthern einen Ausgleich für zwei verletzt fehlende Akteure zu gewähren; deshalb habe er die nicht paragraphenkonforme Entscheidung für angemessen gehalten. Beim Verbandstag im Juli in Karlsruhe sorgte das für heftige Debatten. Letztendlich wurde Fürths Titelgewinn nicht in Frage gestellt, jedoch zugesichert, dass künftig vorschriftsmäßig entschieden werde.